# Васілкеу
Васілкеу (рум. Vasilcău) — село в Молдові в Сороцькому районі. Адміністративний центр однойменної комуни, до складу якої також входять села Інундень та Руслановка. Розташоване на правому березі Дністра навпроти українського села Велика Кісниця.
В селі проживають близько 3690 менканців. В селі є дві церкви. В 1956-1995 рр. діяв радгосп імені Мічуріна, останнім директором якого був Василь Захарович Урсу. В наш час радгосп розформовано на декілька приватних господарств і товариств з обмеженою відповідальністю.
Примар — Григорій Федорович Чібану, колишній директор школи і вчитель фізики.